# Suhriv, Jîdaciv
Suhriv (în ucraineană Сугрів) este un sat în comuna Verbîțea din raionul Jîdaciv, regiunea Liov, Ucraina.

## Demografie
Componența lingvistică a localității Suhriv
     Ucraineană (99,79%)
Conform recensământului din 2001, majoritatea populației localității Suhriv era vorbitoare de ucraineană (99,79%), existând în minoritate și vorbitori de alte limbi.